# Silvanoprus insidiosus
Silvanoprus insidiosus es una especie de coleóptero de la familia Silvanidae.

## Distribución geográfica
Habita en el Oeste de África.